# Serafita

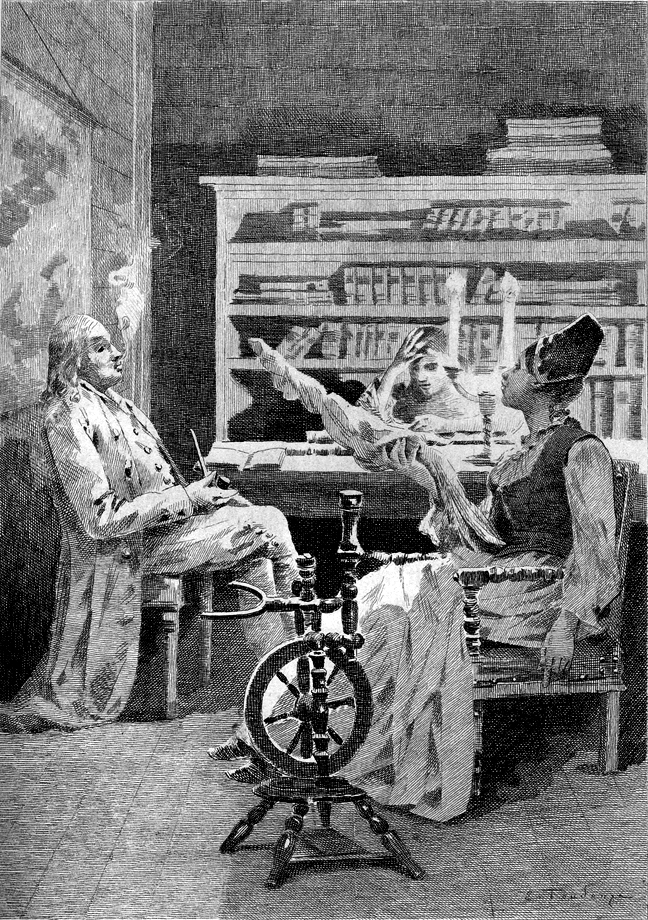

Serafita (oryg. fr. Séraphîta) – powieść Honoriusza Balzaka wydana po raz pierwszy w 1834. Stanowi część Studiów filozoficznych cyklu Komedia ludzka, jest zarazem jedynym jej utworem utrzymanym całościowo w duchu fantastyki i mistyki. Balzak nawiązuje w nim do mitu androgynii.

## Treść
Akcja utworu rozgrywa się w Norwegii. Piękna Minna Beker kocha tajemniczego, obdarzonego nadnaturalnymi mocami Serafita, podczas gdy młodzieniec Wilfrid zakochany jest w zachwycającej Seraficie. Tymczasem Serafit-Serafita są w rzeczywistości jedną osobą, androgyne, ucieleśnieniem ideału ziemskiej egzystencji, narodzonym ze związku dwojga wyznawców doktryn Swedenborga. Wyjątkowy charakter fizyczny i emocjonalny Serafity-Serafita zmusza tę postać do życia w samotności, a zarazem daje jej nadzwyczajne talenty i wiedzę. Wreszcie, zaznawszy miłości całkowitej – ze strony obojga płci – Serafit-Serafita przemienia się w anioła i wstępuje do nieba na oczach obydwu zakochanych w niej osób.

## Cechy utworu i okoliczności jego powstania
Chociaż Serafita jest dziełem wyjątkowym pod względem tematycznym w Komedii ludzkiej, problematyka powieści wynika z głębokich zainteresowań Balzaka mistyką i zjawiskami paranaturalnymi, których ślady, mniej lub bardziej wyraźne, odnaleźć można w wielu innych utworach (zarówno w zakresie fabuły, jak i konstrukcji postaci), przede wszystkim powieściach Ludwik Lambert, Lilia w dolinie, Jaszczur, Wygnańcy czy opowiadaniu Przeklęty syn. Wiadomo również, że z zamiarem napisania dzieła o charakterze całkowicie mistycznym, poruszającym z tego punktu widzenia kwestię energii życiowej i miłości, pisarz nosił się już około roku 1824.
Ważną motywacją do napisania Serafity był również dla autora ogólny kryzys religii we Francji i zakorzenianie się racjonalizmu w miejsce wiary w zjawiska nadnaturalne (podobne było tło powstania opowiadania Jezus Chrystus we Flandrii). Dzieło nie stanowi jednak apoteozy żadnej z istniejących religii, ale pochwałę duchowości, postawy akceptacji wobec zjawisk niedających się racjonalnie opisać, wreszcie rozwoju indywidualnej refleksji nad metafizyką, sięgającej aż do tworzenia własnego systemu wierzeń. Serafita obficie czerpie z tradycji romantycznej, a zarazem jest wyjątkowym w cyklu wyrazem prywatnych marzeń i wizji autora (stanowiąc pod tym względem kontynuację bardziej realistycznego Ludwika Lamberta). Serafita, choć czerpie z systemu filozoficznego Swedenborga, nie jest jednak traktatem religijnym czy filozoficznym ani też przypowieścią, pod wieloma względami wykracza zresztą poza proponowane przez Swedenborga idee; dowolnie zestawiając ze sobą mit androgyniczny oraz pochwałę kobiecości (to cechy kobiece są bardziej widoczne w postaci Serafity-Serafita, nieprzypadkowy jest również wybór żeńskiej wersji imienia w tytule powieści) Balzak w jedynie ogólny sposób podkreśla konieczność zachowania duchowości w codziennym życiu, bez wskazywania określonej jej wersji.
Serafita była siedmiokrotnie wznawiana jeszcze za życia Balzaka.